# Honnidibba, Sampgaon
Honnidibba là một làng thuộc tehsil Sampgaon, huyện Belgaum, bang Karnataka, Ấn Độ.